# Hvězda československých paní a dívek
Hvězda československých paní a dívek (dále jen Hvězda) byl prvorepublikový a protektorátní časopis určený pro ženy. Později vycházel pod jinými (podobnými) názvy.

## Vznik a vzestupHvězdy
Myšlenka vydávat časopis pro ženy vznikla v nakladatelství Melantrich. Než však došlo k její realizaci, bývalý redaktor Melantrichu Artur Vaňous tuto myšlenku použil při vydávání vlastního časopisu List paní a dívek.
I přes toto zpoždění se Hvězda velmi úspěšným projektem. Po Večerním Českém slovu se stala nejmasovějším titulem Melantrichu.
První číslo Hvězdy vyšlo v prosinci 1925 v nákladu 100 000 výtisků a bylo distribuováno bezplatně. Následně vycházela Hvězda v nákladu přes 100 000 výtisků týdně, později až 240 000.  
Stejně jako konkurenční List paní a dívek si Hvězda nekladla vysoké cíle. Její významnou stálou části byly povídky a romány na pokračování a poradna pro čtenářky. Cena 90 haléřů byla ve srovnání s konkurencí příznivá. (List paní a dívek - byl mírně dražší - stál 1 Kč,-, ale týdeník Pestrý týden 2,80 Kč a společenský magazín Eva 3 Kč.)

### OsobnostiHvězdy
- Jan Morávek (spisovatel, 1888 - 1958) byl šéfredaktorem Hvězdy v letech 1925-1932. Je známý především jako autor úspěšných románů z Posázaví (Zpáteční voda aj.); redigoval také Pražský ilustrovaný zpravodaj[4]
- Jaroslav Přibík (1902-1970), šéfredaktor časopisů Hvězda, list paní a dívek a Květen[5]
- Staša Jílovská (1898 - 1955), pozdější partnerka Adolfa Hoffmeistera, působila ve Hvězdě v r. 1927. [6]
- Marta Russová byla redaktorkou Hvězdy v letech 1926-1929.

## Změny názvu a zánik časopisu
Název časopisu se měnil, v souvislosti se změnami státoprávního uspořádání, takto:
- Hvězda československých paní a dívek 1925-1938
- Hvězda českých a slovenských paní a dívek 1938-1939
- Hvězda 1939-1940
- Hvězda českých paní a dívek 1940-1945

Válečné události ovlivňovaly obsah. Rady jak ušetřit a jak vyjít s potravinami byly běžnou součástí protektorátních vydání. Od roku 1940 ustávají reportáže ze zahraničí. Od roku 1942 byla v každém čísle věnována celá strana zprávám z Říše; časopis také vystupoval útočně proti Spojencům. Často byly zveřejňovány články o německé ženě jako příkladu ženám českým. Zatímco vydávání konkurenčního Listu paní a dívek bylo zastaveno v roce 1943, Hvězda vycházela až do konce Protektorátu.
Poslední číslo časopisu Hvězda českých paní a dívek vyšlo s datem 4. května 1945 a vydávání již nebylo obnoveno. Po osvobození začal první český časopis pro ženy Vlasta vycházet v lednu 1947.